# Shericka Jackson
Shericka Jackson (* 16. Juli 1994 in Saint Ann’s Bay) ist eine jamaikanische Leichtathletin, die sich auf den Sprint spezialisiert. Sie wurde Olympiasiegerin mit der 4-mal-100-Meter-Staffel 2020 sowie 2022 und 2023 Weltmeisterin im 200-Meter-Lauf. Zudem gewann sie zahlreiche weitere Medaillen bei internationalen Meisterschaften über 100 bis zu den 400 Metern.

## Sportliche Laufbahn
Erste internationale Erfahrungen sammelte Shericka Jackson bei den CARIFTA-Games 2008 in Basseterre, bei denen sie im 400-Meter-Lauf und mit der jamaikanischen 4-mal-400-Meter-Staffel die Goldmedaille gewann. Im Jahr darauf siegte sie bei den Spielen in Vieux Fort die Goldmedaillen über 200 und 400 Meter sowie in beiden Staffelbewerben. Auch 2010 gewann sie in George Town drei Mal Gold sowie eine Silbermedaille. Anschließend gewann sie auch bei den Zentralamerika- und Karibikjuniorenmeisterschaften (CAC) in Santo Domingo in drei Bewerben Gold (200, 4 × 100, 4 × 400 Meter). Zudem nahm sie an den erstmals ausgetragenen Olympischen Jugendspielen in Singapur teil und wurde dort in 24,08 s Vierte im 200-Meter-Lauf. Zuvor schied sie mit der 4-mal-100-Meter-Staffel in der ersten Runde der Juniorenweltmeisterschaften in Moncton aus. 2011 gewann sie bei den CARIFTA-Games in Montego Bay Silber über 200 Meter sowie Gold mit der Staffel. Auch bei den Jugendweltmeisterschaften nahe Lille siegte sie mit der Sprintstaffel (1000 Meter) und gewann in 23,48 s die Silbermedaille über 200 Meter. Im Jahr darauf holte sie bei den Juniorenweltmeisterschaften in Barcelona Silber mit der 4-mal-400-Meter-Staffel und wurde in 23,53 s Achte über 200 Meter. Zuvor gewann sie bei den CARIFTA-Games in Hamilton Silber und Bronze und bei den CAC-Juniorenmeisterschaften in San Salvador Gold und Silber, jeweils mit der 4-mal-100-Meter-Staffel und über 200 Meter.
2013 siegte sie bei ihren letzten CARIFTA-Games in Nassau mit der 4-mal-400-Meter-Staffel und belegte in 22,84 s den zweiten Platz im Einzelbewerb. Bei den IAAF World Relays 2014, ebenfalls auf den Bahamas, klassierte sie sich mit der Staffel in 3:23,26 min auf dem zweiten Platz. 2015 qualifizierte sie sich erstmals für die Weltmeisterschaften in Peking, bei denen sie in 49,99 s die Bronzemedaille im 400-Meter-Bewerb hinter der US-Amerikanerin Allyson Felix und Shaunae Miller von den Bahamas gewann und zudem im 4-mal-400-Meter-Staffelbewerb in 3:19,13 min siegte. Im Jahr darauf erfolgte die Teilnahme an den Olympischen Spielen in Rio de Janeiro, bei denen sie in 49,85 s erneut die Bronzemedaille über die 400-Meter-Distanz hinter den beiden obengenannten erlief. Zudem gewann die jamaikanische Stafette in der Besetzung Stephenie Ann McPherson, Anneisha McLaughlin-Whilby, Jackson und Novlene Williams-Mills in 3:20,34 min die Silbermedaille hinter den Vereinigten Staaten.
2017 siegte Jackson mit der jamaikanischen 4-mal-200-Meter-Staffel mit neuem Meisterschaftsrekord von 1:29,04 min bei den World Relays in der Besetzung Jura Levy, Shericka Jackson, Shashalee Forbes und Elaine Thompson. Bei den Weltmeisterschaften in London belegte sie in 50,76 s den fünften Platz über 400 Meter und kam mit der Staffel im Finale nicht ins Ziel. 2018 gewann sie bei den Commonwealth Games im australischen Gold Coast in 22,18 s die Silbermedaille über 200 Meter hinter Miller-Uibo. Bei den NACAC-Meisterschaften im Sommer in Toronto siegte sie in 22,64 s und gewann mit der 4-mal-100-Meter-Staffel in 43,33 s die Silbermedaille. Bei den IAAF World Relays 2019 in Yokohama belegte sie mit der 4-mal-200-Meter-Staffel in 1:33,21 min Rang drei und bei den Panamerikanischen Spielen in Lima gewann sie in 50,73 s die Goldmedaille über die 400-Meter-Distanz. Über diese Distanz ging sie auch bei den Weltmeisterschaften in Doha an den Start und gewann dort mit neuer Bestleistung von 49,47 s im Finale die Bronzemedaille hinter der Bahrainerin Salwa Eid Naser und Shaunae Miller-Uibo. Anschließend siegte sie mit der 4-mal-100-Meter-Staffel in 41,44 s und gewann mit der 4-mal-400-Meter-Staffel in 3:22,37 min die Bronzemedaille hinter den Vereinigten Staaten und Polen. Bei den Olympischen Spielen 2020 wurde sie hinter ihren Landsfrauen Elaine Thompson-Herah und Shelly-Ann Fraser-Pryce Olympiadritte über die 100-Meter-Strecke, was den sogenannten Sweep (Dreifacherfolg) für Jamaika bei Olympia bedeutete. Das Finale der 100 Meter in Tokio lief sie in 10,76 s und stellte damit ihre persönliche Bestleistung auf. Auch über 200 Meter startete sie nach einem zweiten Platz bei den Jamaikanischen Meisterschaften und einem Sieg beim Bauhaus-Galan und scheiterte dann bei den Spielen überraschend mit 23,26 s in der ersten Runde. Im Staffelwettbewerb gewann sie mit dem jamaikanischen Team die Goldmedaille mit neuem Landesrekord von 41,02 s. Anschließend wurde sie bei der Athletissima in 10,92 s Dritte über 100 Meter und beim Meeting de Paris lief sie nach 10,98 s als Zweite über die Ziellinie. Kurz darauf wurde sie auch beim Memorial Van Damme in 21,95 s Zweite über 200 Meter.
2022 startete sie im 60-Meter-Lauf bei den Hallenweltmeisterschaften in Belgrad und belegte dort in 7,04 s den sechsten Platz und Anfang April siegte sie in 51,40 s über 400 Meter bei den USATF Bermuda Games. Anschließend wurde sie bei der Doha Diamond League in 22,07 s Zweite über 200 Meter und auch beim British Grand Prix wurde sie in 11,12 s Zweite über 100 Meter. Beim Prefontaine Classic gelangte sie mit 10,92 s auf Rang drei und anschließend siegte sie in 21,91 s bei der Golden Gala Pietro Mennea über 200 Meter. Sie siegte dann in 10,77 s bei den jamaikanischen Meisterschaften und lief im Finale über 200 Meter 21,55 s und schob sich damit auf Rang drei der ewigen Bestenliste über diese Distanz. Im Juli gewann sie bei den Weltmeisterschaften in Eugene in 10,73 s im Finale über 100 Meter die Silbermedaille hinter ihrer Landsfrau Shelly-Ann Fraser-Pryce. Über 200 Meter startete sie als Favoritin und siegte im Finale mit neuem jamaikanischen Landesrekord von 21,45 s und liegt damit auf Rang zwei der ewigen Bestenliste. Zudem sicherte sie sich in der 4-mal-100-Meter-Staffel in 41,18 s gemeinsam mit Kemba Nelson, Elaine Thompson-Herah und Shelly-Ann Fraser-Pryce die Silbermedaille hinter den Vereinigten Staaten. Anschließend siegte sie in 21,84 s beim Memoriał Kamili Skolimowskiej und wurde dann beim Herculis in 10,71 s Zweite über 100 Meter. Zudem siegte sie in 22,02 s über 200 Meter beim Gyulai István Memorial. Daraufhin siegte sie bei den NACAC-Meisterschaften in Freeport über 100 Meter und wurde dann bei der Athletissima in 10,88 s Zweite, ehe sie beim Memorial Van Damme in 10,73 s siegte. Bei Weltklasse Zürich siegte sie in 21,80 s über 200 Meter und sicherte sich damit die Gesamtwertung der Diamond League und wurde über 100 Meter in 10,81 s Zweite.
2023 wurde sie bei der Doha Diamond League in 10,85 s Zweite über 100 Meter und anschließend siegte sie in 21,98 s über 200 Meter beim Meeting International Mohammed VI d’Athlétisme de Rabat. Bei den Bislett Games wurde sie in 10,98 s Dritte über 100 Meter und gelangte dann beim Memoriał Kamili Skolimowskiej mit 10,78 s auf Rang zwei. Bei den jamaikanischen Meisterschaften steigerte sie sich über 100 Meter auf 10,65 s und in London wurde sie beim Diamond League Meeting in 10,94 s Dritte. Zudem siegte sie in 22,02 s über 200 Meter beim Gyulai István Memorial sowie in 21,86 s beim Herculis. Im August gelangte sie bei den Weltmeisterschaften in Budapest bis ins Finale über 100 Meter und musste sich dort in 10,72 s der US-Amerikanerin Sha’Carri Richardson geschlagen geben. Über 200 Meter blieg sie ihrer Favoritenrolle gerecht und siegte mit neuem jamaikanischen Rekord und der zweitschnellsten jemals gelaufenen Zeit von 21,41 s. Zudem sicherte sie sich mit der Staffel in 41,21 s die Silbermedaille hinter den Vereinigten Staaten gemeinsam mit Natasha Morrison, Shelly-Ann Fraser-Pryce und Shashalee Forbes. Kurz darauf siegte sie in 21,84 s über 200 Meter bei Weltklasse Zürich und in 21,48 s beim Memorial Van Damme und stellte damit einen neuen Diamondleaguerekord auf.
Im Oktober 2023 wurde sie als eine von elf Sportlerinnen für die Auszeichnung als Welt-Leichtathletin des Jahres 2023 nominiert.
In den Jahren 2017 und 2019 wurde Jackson jamaikanische Meisterin im 400-Meter-Lauf sowie 2018, 2022 und 2023 über 200 Meter und 2022 und 2023 auch im 100-Meter-Lauf.

## Persönliche Bestzeiten
- 100 Meter: 10,65 s (+1,0 m/s), 8. Juli 2023 in Kingston
  - 60 Meter (Halle): 7,04 s, 18. März 2022 in Belgrad
- 200 Meter: 21,41 s (+0,6 m/s), 25. August 2023 in Budapest (jamaikanischer Rekord)
- 400 Meter: 49,47 s, 3. Oktober 2019 in Doha